# 特韋爾多梅多韋
47°21′16″N 33°17′4″E / 47.35444°N 33.28444°E
特韋爾多梅多韋（烏克蘭語：Твердомедове）是位於烏克蘭南部的村莊，由赫爾松州貝里斯拉夫區的大亞歷山德里夫卡市鎮負責管轄。該村始建於1825年，面積0.59平方公里，海拔高度27米，2001年人口397，人口密度每平方公里671.7人。